# Xu Xiaolong
Xu Xiaolong, född 20 december 1992, är en kinesisk friidrottare. Han deltog vid olympiska sommarspelen 2016.